# Akademie sv. Martina v polích
Akademie sv. Martina v polích (anglicky Academy of St Martin in the Fields, dříve též Academy of St.-Martin-in-the-Fields, zkr. ASMF) je londýnský orchestr, který se zaměřuje zejména na interpretaci barokní a klasické hudby. 

## Historie
Orchestr založil v roce 1959 anglický hudebník Sir Neville Marriner. Orchestr dostal jméno podle londýnského kostela sv. Martina v polích, kde se 13. listopadu 1959 konalo první veřejné vystoupení. Do roku 1988 se jméno orchestru psalo The Academy of St.-Martin-in-the-Fields. Jde o nejnahrávanější komorní orchestr světa, celkem nahrál asi 500 různých desek a CD, nejprodávanější z nich je hudba k filmu Miloše Formana Amadeus. 
Soubor úspěšně vystupoval na řadě zahraničních turné, hrál rovněž na festivalu Pražské jaro.